# Conrad Anker
Conrad Anker (nacido el 27 de noviembre de 1962) es un escalador, alpinista y autor estadounidense. Fue el líder del equipo de escalada The North Face durante 26 años hasta 2018. En 1999, localizó el cuerpo de George Mallory en el Everest como miembro de un equipo de búsqueda que buscaba los restos del escalador británico. En 2016, Anker sufrió un infarto de miocardio durante un intento de ascenso al Lunag Ri con David Lama. Anker fue trasladado en ambulancia aérea a Katmandú, donde se sometió a una angioplastia coronaria emergente con un stent colocado en la arteria descendente anterior izquierda proximal. Posteriormente se retiró del alpinismo de altura, pero continúa con su trabajo. Vive en Bozeman, Montana.

## Ascensiones y expediciones
- 1987 Cara Sureste Gurney Peak, Montañas Kichatna, Cordillera de Alaska, Alaska, Estados Unidos. Primera ascensión (FA) con Seth 'ST' Shaw, Robert Ingle y James Garrett; cumbre alcanzada el 8 de mayo de 1987.[6]
- 1989 Cara Noroeste del Monte Hunter, Cordillera de Alaska, Alaska, Estados Unidos. Primera ascensión (FA) con Seth 'ST' Shaw, cumbre alcanzada el 3 de julio de 1989.[7]
- 1990 Rodeo Queen, Streaked Wall, Parque Nacional Zion, Utah, EE. UU. FA con Muñón de Tazas.[8]
- 1992 East Buttress, Middle Triple Peak, Kichatna Spires, Alaska, EE. UU., 2.º ascenso con Seth Shaw.[9]
- 1992 Shunes Buttress, Red Arch Mountain, Parque Nacional Zion. FFA con Dave Jones.[10]
- 1994 Badlands (YDS VI 5.10 A3 WI4+, 1000m), Cara Sureste, Torre Egger, Patagonia. Conrad Anker, Jay Smith y Steve Gerberding (EE. UU.), FA 12 de diciembre de 1994.[11]
- 1997 The Northwest Face (V 5.8, 2100m), Peak Loretan, Ellsworth Mountains, Antártida (solo) 15 y 16 de enero de 1997.[12]
- 1997 Pico Rakekniven, Tierra de la Reina Maud, Antártida, Primera ascensión (FA) con Alex Lowe y Jon Krakauer . Apareció en el artículo de portada de la revista National Geographic de febrero de 1998.[13]
- 1997 Tsering Mosong, Latok II, Karakorum, Pakistán, Primera ascensión (FA) con Alexander Huber, Thomas Huber y Toni Gutsch.[14]
- 1997 Deriva continental, El Capitán, Yosemite, CA, EE. UU. Primera ascensión (FA) con Steve Gerberding y Kevin Thaw .[15]
- 1999 Expedición de Investigación Mallory e Irvine, Monte Everest, Nepal / Tíbet .
- 1999 Expedición de esquí estadounidense Shishapangma, Tíbet. Sobrevivió a una avalancha masiva que mató a su compañero de escalada Alex Lowe y al camarógrafo David Bridges.
- 2001 Cara este del Macizo Vinson, Montañas Ellsworth, Antártida. Primera ascensión (FA) con Jon Krakauer. Presentado en la serie NOVA de PBS en febrero de 2003.
- 2002 Expedición de National Geographic para cruzar sin apoyo la remota meseta de Changtang en el Tíbet con Galen Rowell, Rick Ridgeway y Jimmy Chin. La expedición se presentó en la edición de abril de 2003 de National Geographic y se documentó en el libro de Rick Ridgeway The Big Open.[16]
- 2005 Southwest Ridge, Cholatse, región de Khumbu, Nepal: cumbre lograda con Kevin Thaw, John Griber, Kris Erickson y Abby Watkins el 12 de mayo de 2005.[17]
- 2007 Dirige Altitude Everest Expedition 2007, junto con Leo Houlding, Jimmy Chin y Kevin Thaw, recorriendo los últimos pasos de Mallory en el Everest. 2ª cumbre. Primera ascensión libre documentada del Segundo Paso.
- 2011 Shark's Fin, Meru Peak, Primera ascensión (FA) con Jimmy Chin y Renan Ozturk.[18]
- 2012 Dirige la "Expedición educativa al Everest" con National Geographic, The North Face, la Universidad Estatal de Montana y Clínica Mayo: tercera cumbre, esta vez sin oxígeno. Con Cory Richards, Sam Elias, Kris Erickson, Emily Harrington, Philip Henderson, Mark Jenkins, David Lageson PhD, Hilaree O'Neill . Equipo Clínica Mayo: Dr. Bruce Johnson, Landon Bassett, Derek Campbell, Amine Issa. Soporte del campamento base Andy Bardon, Travis Courthouts, Anjin Herndon, Max Lowe.[19]

Anker también ha escalado rutas relevantes en el Valle de Yosemite (California), el Parque Nacional Zion (Utah), la Isla de Baffin (Canadá) y las Montañas Ellsworth en la Antártida.

## Publicaciones
- Anker, Conrad (1988). «Gumbies on Gurney». American Alpine Journal (NYC, NY, USA: American Alpine Club) 30 (62): 69-75. ISBN 0-930410-33-5.
- Anker, Conrad (1990). «Hunter's Northwest Face». American Alpine Journal (American Alpine Club) 42 (64): 36-38. ISBN 0-930410-43-2.
- Anker, Conrad (1998). «With You in Spirit». American Alpine Journal (American Alpine Club) 40 (72): 140-145. ISBN 0-930410-78-5.
- Anker, Conrad; David Roberts (2001). The Lost Explorer: Finding Mallory on Mt. Everest. New York, NY, USA: Simon and Schuster / Touchstone. ISBN 0-684-87151-3.[20]

## Película (s
- La aventura antártica de Shackleton (2001).[21]
- Luz del Himalaya (2006). En el corazón de la cadena montañosa más formidable del planeta viven personas que padecen las tasas más altas de ceguera por cataratas del planeta. Los montañeros de The North Face se unen a los cirujanos oculares de Nepal y Estados Unidos con la esperanza de marcar la diferencia. La película sigue el trabajo de los médicos en el Proyecto de cataratas del Himalaya hasta la cima de un gigante del Himalaya de 21,000 pies.[22]
- El nudo sin fin (2007). Dirigida por Michael Brown y producida por David D'Angelo, una película documental de HDTV con Rush HD y The North Face. En octubre de 1999, Alex Lowe y Conrad Anker fueron sepultados por una avalancha en el Himalaya tibetano. Anker apenas sobrevivió a la avalancha, pero se vio superado por el Síndrome del superviviente. En los meses posteriores a la tragedia, trabajó para consolar a la viuda de Lowe y, finalmente, se enamoraron de forma inesperada.
- The Wildest Dream (2010), IMAX, dirigida por Anthony Geffen, Altitude Films, distribución en EE. UU., lanzamiento de National Geographic Entertainment.
- <i id="mwuw">Meru</i>, una película documental de 2015 sobre la escalada de la ruta de la aleta de tiburón de Meru Central.[23]
- National Parks Adventure (2016), un cortometraje/documental IMAX de MacGillivray Freeman sobre el Servicio de Parques Nacionales.
- Lunag Ri (2016), documental de Joachim Hellinger sobre el intento de ascenso del Lunag Ri de Conrad Anker y David Lama.
- Black Ice (2020), que se estrenó en el decimoquinto festival Reel Rock, presenta a un grupo de aspirantes a escaladores de hielo que viajan desde el gimnasio de Memphis Rox hasta las heladas tierras salvajes de Montana, donde los mentores Manoah Ainuu, Conrad Anker y Fred Campbell comparten su amor por aventura de invierno en las montañas.
- Torn (2021), documental de Max Lowe sobre la muerte de su padre, Alex Lowe, y la posterior relación y matrimonio entre su madre, Jennifer Lowe-Anker, y Anker.

## Premios
- 2008 – Simon Scott-Harden Award for Environmental Design Excellence.[24]
- 2010 – David A Brower Award – American Alpine Club.[25]
- 2015 – George Mallory Award – Wasatch Mountain Film Festival.[26]
- 2016 – Lifetime Achievement – Climbing magazine[27]
- 2017 – Honorary Doctorate at the University of Utah.[28]
- 2018 – Jack Roberts Lifetime Achievements Award – Cody, WY Ice Festival.[29][30]